# Ai Fukuhara
Ai Fukuhara (福原 愛, Fukuhara Ai) est une joueuse japonaise de tennis de table et médaillée Olympique aux Jeux de Londres en 2012, née le 1er novembre 1988 dans la ville de Sendai (préfecture de Miyagi). Elle mesure 1,55 m pour 48 kg.

## Biographie
Exceptionnellement précoce, elle commence le tennis de table à l'âge de trois ans et devient professionnelle à dix ans, ce qui était un record à l'époque, dépassé depuis. L'année suivante, elle devient la plus jeune joueuse à entrer dans l'équipe nationale japonaise. À 13 ans (2002), elle atteint les quarts de finale des championnats du Japon de tennis de table et l'année suivante (2003), elle finit cinquième des championnats du monde individuel à Paris. En 2004, elle participa aux championnats du monde par équipe et finit troisième avec le Japon. Elle remporte l'Open du Maroc ITTF en 2009 et est finaliste de l'Open du Koweit ITTF en 2010. Elle remporte l'Open d'Allemagne ITTF en double en 2010 avec sa compatriote Kasumi Ishikawa. 
Elle a détenu le record du plus nombre d'échanges en une minute, avec 173 touches de balle, réalisé en 2001 à l'âge de 13 ans (record battu en 2011 par deux autres Japonaises avec 180 touches de balles en 60 secondes).

## Style de jeu
Redoutable attaquante, elle est aussi efficace en coup droit qu'en revers.

## Les Jeux olympiques

### Athènes en 2004
Elle a 15 ans quand elle participe à ses premiers Jeux olympiques à l'occasion des Jeux d'Athènes en 2004. Elle atteint les huitièmes de finale et réalise l'exploit de battre une joueuse classée dixième mondiale en ne lui cédant aucun set (4-0).
- 2e tour : vainqueur de l'Australienne Miao Miao sur le score de 4-3.
- 3e tour : vainqueur de l'Américaine Jun Gao (classé 10e) sur le score de 4-0.
- 4e tour : défaite par la Coréenne Kyung Ah Kim sur le score de 1-4.

### Pékin en 2008
Pour ses deuxièmes Jeux, Ai Fukuhara entre dans la compétition au troisième tour. Après avoir battue la Turque Melek Hu, elle est cependant éliminée par la championne en titre, la Chinoise Zhang Yining, qui remporte de nouveau la compétition.
- 3e tour : vainqueur de Melek Hu sur le score de 4-1.
- 4e tour : défaite par Zhang Yining sur le score de 1-4.

Par équipe, elle termine quatrième, battue par la Corée du Sud pour le match de la médaille de bronze après avoir éliminé Hong-Kong.

### Londres en 2012
Classée cinquième de la compétition en simple, Fukuhara reçoit un laissez-passer pour le 3e tour du tableau principal. Après avoir vaincu aisément la Russe Tikhomirova (en) en quatre manches sans appel, elle s'impose 4-3 après avoir tiré de l'arrière 1-3 face à la Néerlandaise Li Jie. Elle s'incline en quart de finale contre la numéro 1 mondial et championne du monde en titre Ding Ning 4-0. Il s'agit de son meilleur résultat en simple aux Jeux Olympiques.
- 3e tour : vainqueur de la Russe Anna Tikhomirova sur le score de 4-0.
- 4e tour : vainqueur de la Néerlandaise Jie Li sur le score de 4-3.
- Quart de finale : Défaite par la Chinoise Ding Ning sur le score de 0-4.

Par équipe, elle termine au 2e rang, marquant ainsi l'histoire en remportant la première médaille Olympiques en tennis de table pour le Japon.

### Rio en 2016
Tête de série no 6 du tournoi en simple, elle n'échoue en demi-finale que contre la Chinoise Li Xiaoxia, et s'incline devant la Coréenne Kim Song-i lors du match pour la médaille de bronze.
Lors du tournoi par équipe, elle échoue lors du cinquième et dernier match face à Han Ying de l'équipe d'Allemagne sur le score de 11-9 au cinquième et dernier set. Le lendemain elle remporte avec l'équipe japonaise le match pour la médaille de bronze contre Singapour; victoire à la suite de laquelle elle fond encore une fois en larmes.

## Le symbole
Son prénom Ai, qui signifie « amour », est bien choisi tant est grande l'affection que porte la nation tout entière à cette enfant aux sanglots (surtout à ses débuts) aussi célèbres que ses victoires. Celle qu'ils appellent affectueusement Ai-chan (愛ちゃん) est le symbole de la jeunesse qui gagne et qui lutte pour surmonter les difficultés de la vie. À ce titre, elle porta la flamme olympique à l'occasion de son passage à Tōkyō en 2004.
Ai Fukuhara figure dans un jeu vidéo japonais de tennis de table, Fukuhara Ai no Takkyū Icchokusen, sorti en juin 2004 sur PlayStation 2.